# 郡上市消防本部
郡上市消防本部（ぐじょうししょうぼうほんぶ）は、岐阜県郡上市の消防部局（消防本部）。管轄区域は郡上市全域。

## 概要
- 消防本部：郡上市八幡町小野4-4-1
- 管内面積：1,030.75km2
- 職員定数：80人
- 消防署2か所、出張所1か所
- 主力機械（2019年4月1日現在）
  - 水槽付消防ポンプ自動車：3
  - 化学消防自動車：1
  - 救急自動車：6
  - 救助工作車：2
  - 指令車：4
  - 査察車: 1
  - 広報車：1
  - 資機材搬送車：2
  - 小型動力ポンプ付水槽車：1
  - その他：4

## 沿革
- 2004年3月1日 - 郡上郡八幡町、大和町、白鳥町、高鷲村、美並村、明宝村及び和良村の新設合併に伴い、郡上市が発足する。
  - 合併した7町村が2000年4月1日に設立した広域連合の郡上広域連合が合併前日をもって解散し、郡上市に承継する。郡上広域連合消防本部より、単独消防として郡上市消防本部を設置する。

## 組織
- 本部 - 消防総務課、警防指令課、予防課
- 消防署

## 消防署
| 消防署       | 住所             | 出張所              | 詰所               |
| ------------ | ---------------- | ------------------- | ------------------ |
| 郡上中消防署 | 八幡町小野4-4-1  | 南：美並町白山423-1 | 東：和良町沢865－1 |
| 郡上北消防署 | 白鳥町為真1187-1 | なし                | なし               |